# Балтійська плита
Балтійська плита — давня тектонічна плита, яка існувала від кембрійського до кам'яновугільного періоду. Балтійська плита зіткнулась з Євразією і утворила Уральські гори близько 500 мільйонів років тому. Балтійська плита, проте, об'єдналася з Євразійською плитою, коли Уральські гори були цілком сформовані. Балтійська плита містила Балтію і Балтійський щит (Норвегія, Швеція і Фінляндія).